# Парасоль (авіація)

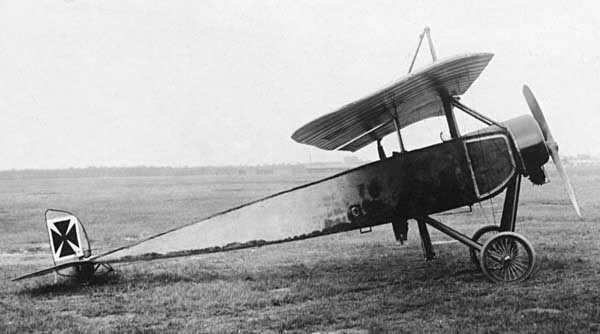
Літак Morane-Saulnier L, 1913 р.

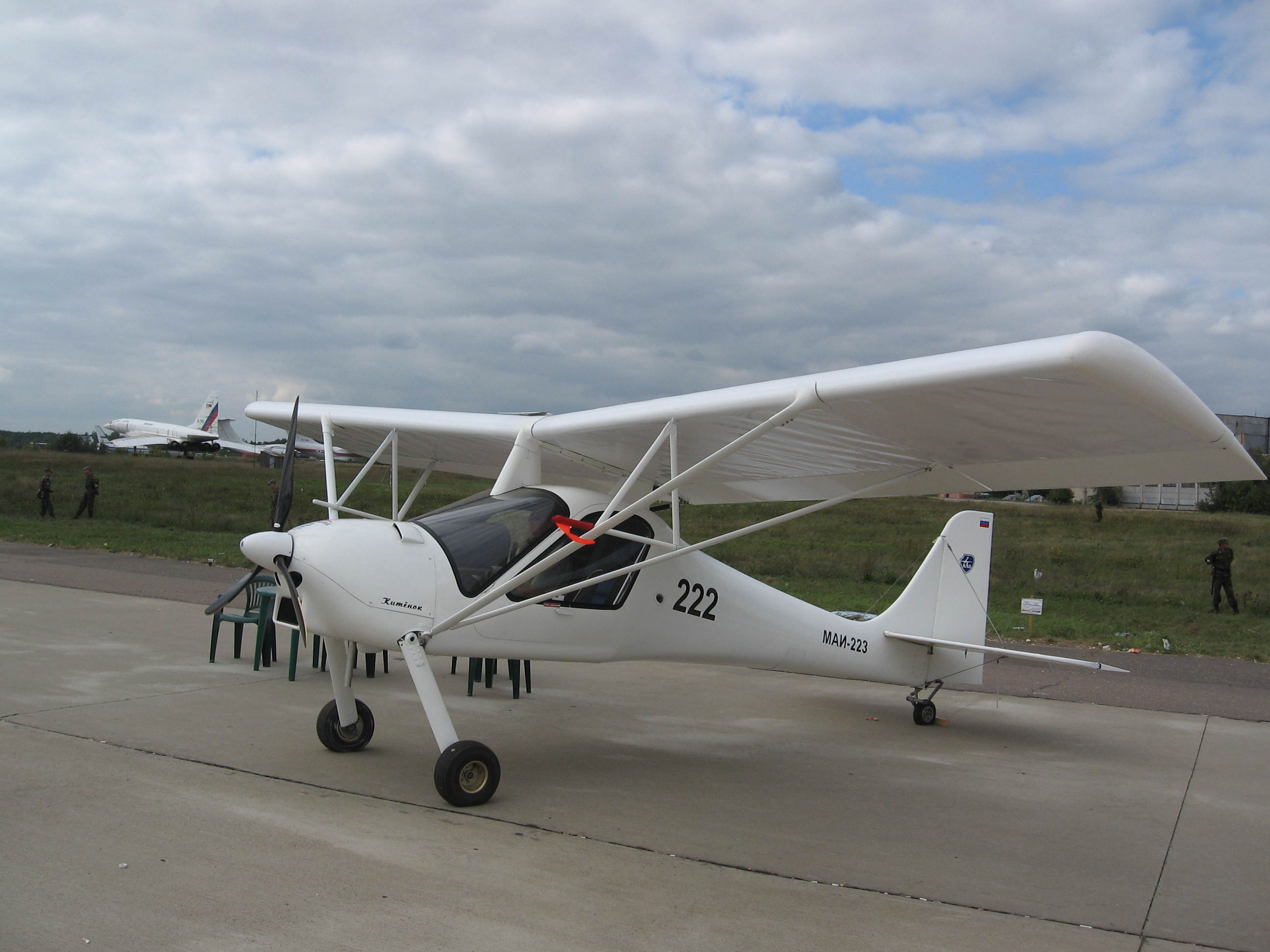
Літак МАІ-223, розроблений в Московському авіаційному інституті.

Парасо́ль (фр. parasol — «сонячна парасоля») — конструкція літака-моноплана з крилом, розташованим над фюзеляжем, що кріпиться до останнього за допомогою підкосів. Назва походить від літака Morane-Saulnier L, широко відомого як Моран-парасоль. Конструкція широкого поширення не отримала внаслідок невисоких аеродинамічних характеристик, хоча застосовувалася на бойових літаках, в тому числі і винищувачах.